# A belső ember
A belső ember (Inside Man) egy 2006-os bűnügyi filmdráma, a kétszeres Oscar-díjas Denzel Washington, a Golden Globe-díjas Clive Owen és a kétszeres Oscar-díjas Jodie Foster főszereplésével, Spike Lee rendezésében. A forgatókönyvet Russell Gewitz írta, a producer Brian Grazer.
A produkció bemutatója Észak-Amerikában és több európai országban, köztük Magyarországon is 2006. március 23-án, illetve 24-én volt.

## A szereplők
| Szereplő              | Színész             | Magyar hang      |
| --------------------- | ------------------- | ---------------- |
| Keith Frazier nyomozó | Denzel Washington   | Galambos Péter   |
| Dalton Russell        | Clive Owen          | Selmeczi Roland  |
| Madeline White        | Jodie Foster        | Ráckevei Anna    |
| Darius Stone kapitány | Willem Dafoe        | Rosta Sándor     |
| Arthur Case           | Christopher Plummer | Kristóf Tibor    |
| Bill Michell nyomozó  | Chiwetel Ejiofor    | Stohl András     |
| Stevie                | Kim Director        | Kerekes Anna     |
| Steve-O               | James Ransone       | Seszták Szabolcs |
| Steve                 | Carlos Anders Gómez | Markovics Tamás  |

## Történet
|  | Alább a cselekmény részletei következnek! |

Dalton kiagyalja a tökéletes bankrablás tervét, s három társával festő-mázolónak öltözve, símaszkban, sapkában és napszemüvegben belépnek a Manhattan Trust bankba és több tucat embert ejtenek túszul az épületben. Minden túszt ugyanolyan ruhába öltöztetnek, maszkkal az arcukon, ahogyan ők is kinéznek. Frazier nyomozó kapja a feladatot, hogy tárgyaljon a túszejtővel. Dalton egyik túszt sem öli meg, de életükért cserébe egy repülőgépet kér. Frazier gyanút fog, hogy ebben az ügyben talán nem minden az, aminek látszik. A bank elnöke megbízza a felsőbb érdekeket képviselő Madeline-t, hogy tárgyaljon a bűnözővel, ugyanis a bank széfjében őriz valamit, ami számára rendkívüli értéket képvisel. Dalton nem nyúl a bank pénzéhez, őt is kizárólag a titkos széf tartalma foglalkoztatja. Megtalálása után kiüríti a teljes fiókot. Madeline-t beengedi a bankba, aki 2 millió dollárt ajánl fel Daltonnak a széfért cserébe, ám Dalton közli vele, tudja mit rejt az értékmegőrző és ő is ezért jött. A széfben a bank elnökére nézve terhelő bizonyítékok vannak, amiből kiderül, hogy háborús bűnös, aki a nácikkal üzletelt. A rendőrség megunja a várakozást, így elrendelik a behatolást az épületbe. Dalton eközben kiengedi az összes túszt, akiket a szabadban letartóztatnak a rendőrök, abban a hitben, hogy a túszejtők is közöttük vannak. A tanúvallomások alapján azonban egyik túsz sem tud terhelő vallomást adni az igazi bűnözőkre. Dalton társai megússzák a kihallgatásokat, ő eközben a bank egyik raktárhelyiségének hátsó részéből leválasztott, titkos rekeszében marad, amit a túszejtés során építettek ki. Egy héttel később kisétál a bankból, ahogy ezt Fraziernek előre megjósolta.

## Érdekességek
- A filmet Lower Manhattanben forgatták, a Wall Street közelében.
- A belső ember Spike Lee rendező és Denzel Washington negyedik közös munkája.
- A forgatás mindössze 39 napig tartott.
- Jodie Foster felvételei három hetet vettek igénybe.
- Az Arthur Case irodájában látható kép Paul Cezanne Cards Player című műve.
- Spike Lee egy interjúban elmondta, eredetileg Ron Howard rendezte volna a filmet, de Russell Crowe megmutatta neki A remény bajnokát, így elhagyta a produkciót.
- Ez Spike Lee legsikeresebb filmje.
- A film érinti napjaink olyan jelenlévő témáit, mint a 9/11 utáni bánásmód az arabokkal szemben (egy szikh férfin keresztül), illetve megjelenik a jellegzetes New York-i humor és büszkeség.
- A főcím közben, Brooklyn és Lower Manhattan képei alatt hallható dal a "Chaiyya Chaiyya", egy népszerű hindi szám Mani Ratnam 1998-as Dil Se című filmjéből. A zeneszerző A. R. Rahman, a szövegét az ismert indiai költő, Gulzar írta.
- A filmben a rendőrség pizzát rendel a túszok számára. Néhány felvételen a pizzásdobozokon a "Sal's Pizzeria" felirat olvasható, a hírhedt pizzéria Spike Lee Szemet szemért című filmjéből.
- A filmben a kisfiú egy PSP-játékkal játszik, amire Russell felfigyel egy jelenetben. A játékot egyértelműen a filmhez találták ki, de vitathatatlanul emlékeztet a népszerű Grand Theft Auto: San Andreasra. Russellben megnyilvánul egyfajta moralitási érzék, mikor megemlíti, hogy el kellene beszélgetnie a fiú apjával a gyerek játékokkal kapcsolatos ízléséről.
- A filmben konkrét utalásokra lelhetünk több Al Pacino-filmre – a Serpicóra, a Kánikulai délutánra és A keresztapa Michael Corleonéjára. Marcia Jean Kurtz játszotta az egyik túszt a Kánikulai délutánban. A neve mindkét filmben Miriam.
- Venezuela elnöke, Hugo Chávez megemlítette, hogy tetszik neki a film (2006. április 9., Aló Presidente).
- Frazier (Washington) barátnője a film végén a Gotham Diariest olvassa. A könyvet Spike Lee felesége, Tonya Lewis Lee írta.
- A film folyamán látható egy kép a falon Krisztus haverről a Dogma című filmből.
- Keith Frazier neve Spike Lee New York-i sportcsapatok iránti rajongásából ered. A város két legnagyobb sportlegendája és jelenlegi sportriportere Keith Hernández és Walt Frazier.
- A bankrablás kezdetén maga Spike Lee is feltűnik a tömegben.

## Box Office
A belső ember első helyen nyitott az Egyesült Államokban 29 millió dolláros bevétellel, ami Denzel Washington karrierjének legjobb indítása, akárcsak Spike Lee rendező esetében. A film 88,5 millió dollárt termelt egész futása alatt, a világ többi részén pedig további közel 96 milliót.
A UIP-Duna Film által forgalmazott filmet Magyarországon 61 ezer néző látta, ami messze elmarad Denzel Washington másik 2006-os filmje, a Déjà Vu százezer fő feletti látogatottságának, míg hazájában a két film szereplése fordított helyzetet mutat.